# Maksim Gorki

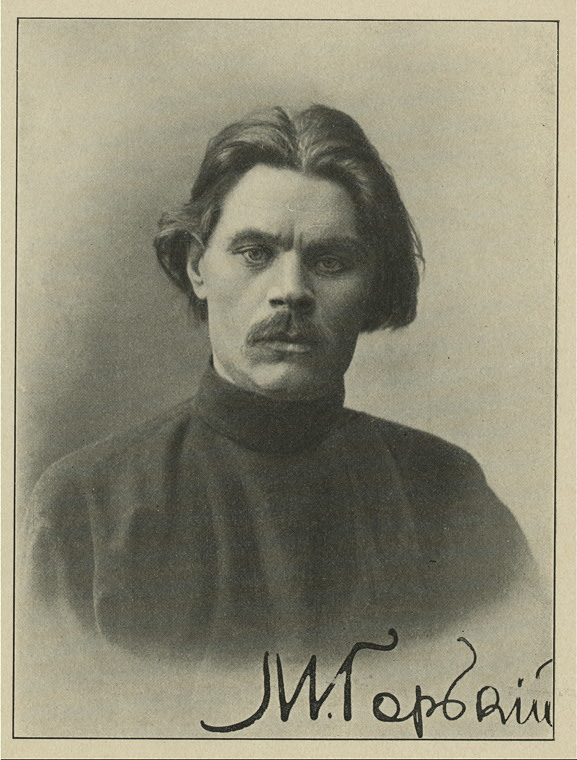

Maksim Gorki (Russisch: Максим Горький) pseudoniem van Aleksej Maksimovitsj Pesjkov (Russisch: Алексей Максимович Пешков) (Nizjni Novgorod, 28 maart [O.T.: 16 maart] 1868 – Moskou, 18 juni 1936) was een Russische roman- en toneelschrijver. Het pseudoniem staat voor: de Grootste Bittere.

## Leven en politiek

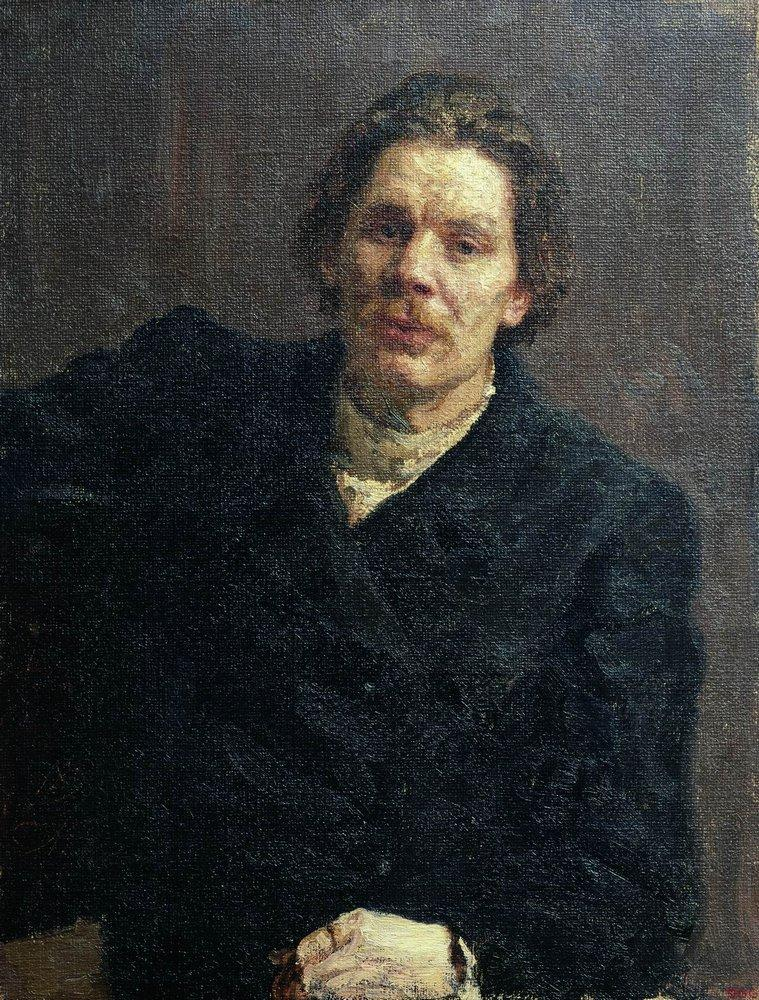
portret door Ilja Repin, 1899

Gorki werd wees op zijn tiende, vervulde tal van eenvoudige baantjes en is grotendeels autodidact. In 1892 werd hij journalist en vanaf 1898 schrijver. Tijdens de Russische Revolutie van 1905 werd hij kortstondig opgesloten in de Petrus- en Paulusvesting. Van 1906 tot 1913 verbleef Gorki mede vanwege gezondheidsklachten op het Italiaanse eiland Capri, van waaruit hij ook in het Westen bekend werd.
Gorki's complexe leven en werk kenmerken zich voortdurend door politiek activisme, betrokkenheid bij revolutionaire activiteiten en politieke verwevenheid met het communisme. Omdat hij zowel voor als na de Russische revolutie vaak overhoop lag met de communistische partij (een typerend citaat van Gorki is: "Ik ben op aarde gekomen om het er niet mee eens te zijn") en omdat zijn dood tijdens het hoogtepunt van de Stalin-terreur nog steeds niet is opgehelderd, zijn zowel oudere als nieuwe dissidenten zich op zijn strijdbaarheid blijven beroepen.

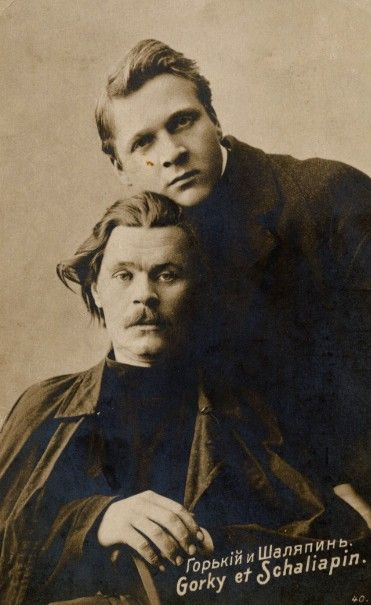
Gorki en de zanger Fjodor Sjaljapin

Hoewel Gorki altijd een toegewijd socialist en een goede vriend van Lenin is geweest, voelde hij toch ook verzet tegen de socialistische staatsgreep van 1917. In de artikelen die hij daarna schreef en zijn redevoeringen daarna bleef hij de staatsgreep van de bolsjewieken en hun staatsterreur heftig en oprecht veroordelen. Hij sprak van 'Lenins waanzinnige politiek' en van de 'beerput' waar Petrograd in was veranderd. In Het Nieuwe Leven (april 1918) verwoordt hij het zo: '(..) het praktische Maximalisme van de Anarcho-Communisten en zieners van het Smolny is verwoestend voor Rusland, en bovenal, voor de Russische arbeidersklasse. De Volkscommissariaten behandelen Rusland als materiaal voor een experiment. Het Russische volk is voor hen wat het Paard is voor geleerde bacteriologen die het paard met tyfus besmetten, zodat de anti-tyfus lymfe zich in haar bloed kan ontwikkelen. Nu zijn de commissariaten een dergelijk tot mislukken bestemd experiment op het Russische volk aan het uitproberen zonder te bedenken dat het gemartelde, half overleden paard kan sterven.'
In oktober 1921, na de executie van zijn vriend en medeschrijver Nikolaj Goemiljov door de Tsjeka, emigreerde Gorki naar Sorrento, Italië, teleurgesteld in de revolutie. Van 1921 tot 1929 woonde hij in meestal op het eiland Capri (eiland) in de baai van Napels. In het Westen kon Gorki echter ook zijn plek niet meer vinden. Zijn romans De zaak Artamonov (1925) en Klim Samgin's opstandige jeugd (1927) verkochten slecht omdat zijn opvoedkundige stijl niet langer aansloeg. Bovendien was hij door zijn afkeer van het opkomende fascisme in West-Europa en na de dood van Lenin (waarna hij spijt kreeg van hun breuk) zijn standpunten gaan herzien. In 1928 bracht hij voor het eerst weer een zomer door in de Sovjet-Unie en in 1931 keerde hij definitief terug. Hij werd er ontvangen als de verloren zoon en direct gepresenteerd als een groot Sovjetauteur en dé erfgenaam van de literaire traditie die terugging op Poesjkin en Tolstoj. Gorki besloot het Sovjetregime zoveel mogelijk te helpen. Vrijwel onmiddellijk begon hij aan een reeks triomfantelijke reizen door de Sovjet-Unie waarbij hij onder andere de Solovjetski-goelag bezocht. Gorki's positieve essay over het Solovetski-kamp uit 1929 zou een belangrijk fundament worden voor de standpunten die zowel publiek als Sovjetoverheid zouden innemen tegenover het veel ruimere (qua maatregelen) nieuwe kampsysteem dat daar ontwikkeld was.
In 1933 publiceerde hij Kanal imeni Stalina (vertaald Het Kanaal genoemd naar Stalin) een sterk propagandistische coproductie waarvan Gorki de hoofdredacteur was en waarin opnieuw dwangarbeid in de goelags verheerlijkt wordt. Dit werk is op initiatief van Gorki tot stand gekomen (na evaluatie van zijn voorstel met Stalin) en werd door hem samen met 36 coauteurs samengesteld. Hierin is de aanleg van het Witte Zeekanaal het onderwerp. Gorki stelt in dit boek niet alleen een documentatie te geven van de spirituele transformatie van gevangenen tot stralende voorbeelden van de nieuwe Homo Sovieticus maar ook een nieuw soort literatuur te creëren: het socialistisch realisme.
In 1934 werd Gorki hoofd van de Russische Schrijversbond. Daarmee werd hij een zeer machtig man en protegé van Stalin. Gorki formuleerde in zijn toespraak op het eerste congres van de Sovjetschrijvers in augustus 1934 de artistieke doctrine van het socialistisch realisme. De verstandhouding met Stalin bekoelde in deze periode alweer omdat het politburo vond dat zijn teksten niet ver genoeg gingen in de Stalin-verheerlijking. Ook na de herschrijving bleef men ontevreden omdat Gorki alleen de 19e-eeuwer Dostojevski met name noemde als groot schrijver, zonder eigentijdse Sovjet-auteurs aan te halen.
Gorki stierf in 1936 onder verdachte omstandigheden. Gesuggereerd werd, eerst door Trotski, later ook door Stalinbiografen Simon Sebag-Montefiore (2003) en Robert Service (2005), dat Stalin hem heeft laten vergiftigen omdat Gorki weleens "lastig" zou kunnen worden tijdens de toen op handen zijnde showprocessen van 1936 en 1937 die onderdeel waren van de Grote Zuivering.

## Russische Hongersnood van 1921-1922
Op 13 juli 1921 schreef Gorki een brief aan Herbert Hoover voorzitter van de American Relief Administration (A.R.A.) waarin hij smeekte om humanitaire hulp om de hongerdood van miljoenen Russen te voorkomen. Op 23 juli 1921, stemde Hoover hier mee in, onder o.a. de voorwaarde dat zijn medewerkers op geen enkele wijze door de Russische overheid zouden worden gehinderd en vrij vervoer zouden worden geboden. Op 28 juli 1921 stemde de Russische regering hiermee in.

## Werk

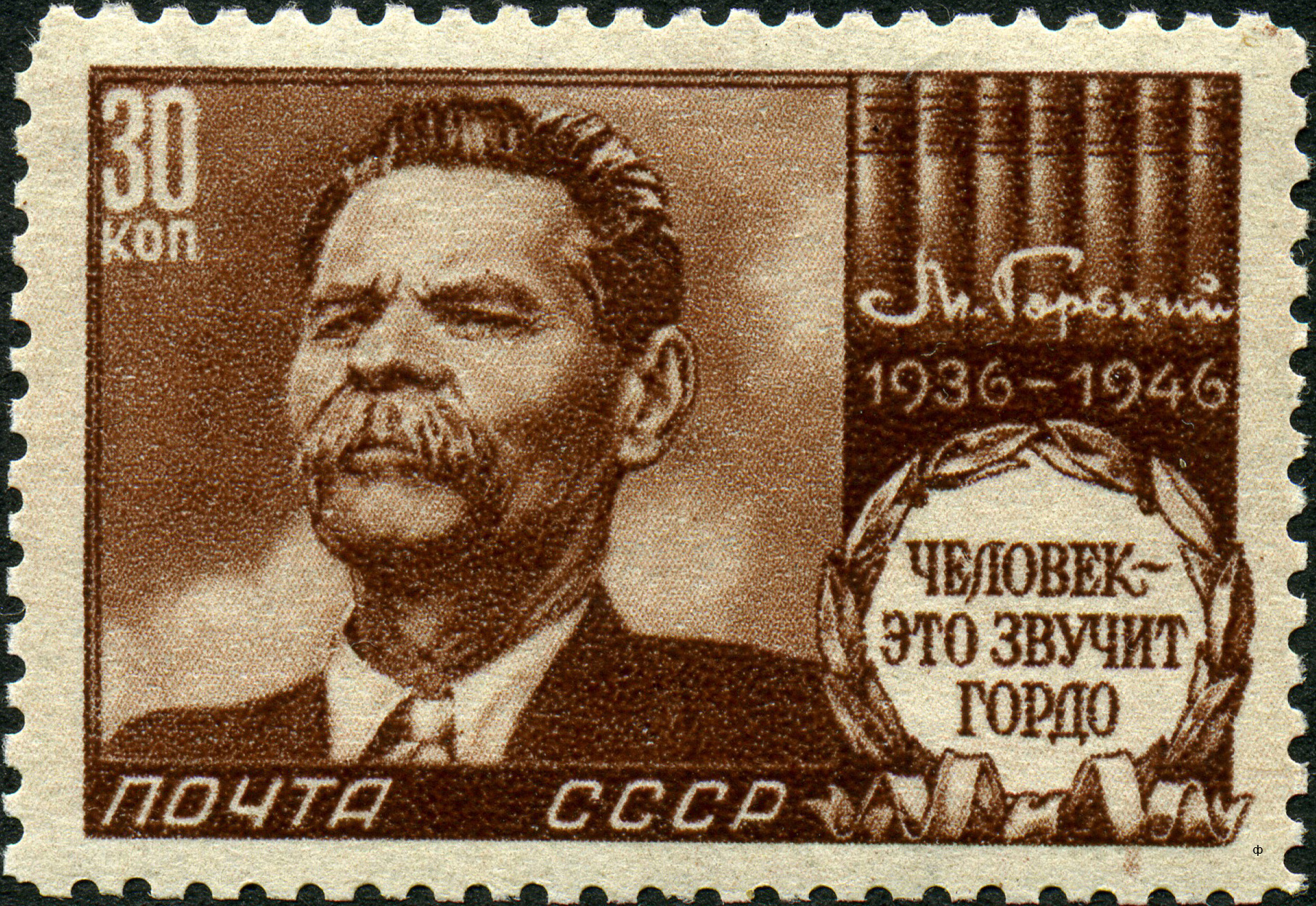
Russische postzegel Gorki

Tot de belangrijkste romans van Gorki behoren De moeder (1907, het eerste Russische boek met een proletarische fabrieksarbeider als held), Foma Gordejev (1899) en Klim Samgin's opstandige jeugd (1927), evenals zijn vroege toneelstuk Nachtasiel (1902). In zijn hele oeuvre speelt het dubbele thema van de verachting voor de mens zoals hij werkelijk is en eerbied voor wat de mens zou kunnen zijn. De socialistisch-proletarische en vaak didactisch getinte thematiek van veel van zijn werk geldt vandaag echter als enigszins gedateerd.
Gorki krijgt als schrijver nog de meeste waardering voor zijn autobiografisch werk (Kinderjaren, Onder de mensen en Mijn universiteiten), dat een goed beeld geeft van het Russische leven van voor de Russische Revolutie. Gorki schreef ook literaire portretten van bevriende tijdgenoot-schrijvers, zoals Tsjechov, Korolenko, Blok en Tolstoj, in Nederland verschenen in de Privé-domein reeks onder de titel "Portretten".

## Vertellerstalent
Een groot talent van Gorki, dat in de tijd verdampt lijkt, is zijn vermogen om als spreker en verteller een luisterend gezelschap te boeien en aan zich te binden. Nina Berberova herinnert het zich in haar memoires als volgt: 

Wanneer je Gorki voor het eerst zag kon je alleen maar enthousiast zijn over zijn talent. Het is moeilijk dit aan mensen te vertellen die hem zelf niet hebben gehoord. (...) Gorki was in zijn mondelinge verhalen zo goed omdat hij over heel andere dingen sprak dan waarover hij schreef en op een heel andere manier dán hij schreef: zonder zedenpreken, zonder nadruk, gewoon zoals het was. Voor hem was het feit altijd belangrijk, de gebeurtenis uit het werkelijke leven. Tegenover de menselijke fantasie stond hij vijandig, sprookjes begreep hij niet.

Maar tegelijkertijd wijst Berberova ook op een volgende zinsnede in een van zijn brieven: “Ik houd niet van feiten, verdraai ze met het grootste genoegen”. Volgens Berberova gaf dat aan dat hij, meer nog dan van de feiten, hield van de voorwaartse beweging van de revolutionaire toekomst, en dat hij de feiten met genoegen ook verdraaide ten gunste van die revolutionaire toekomst.

## Bibliografie

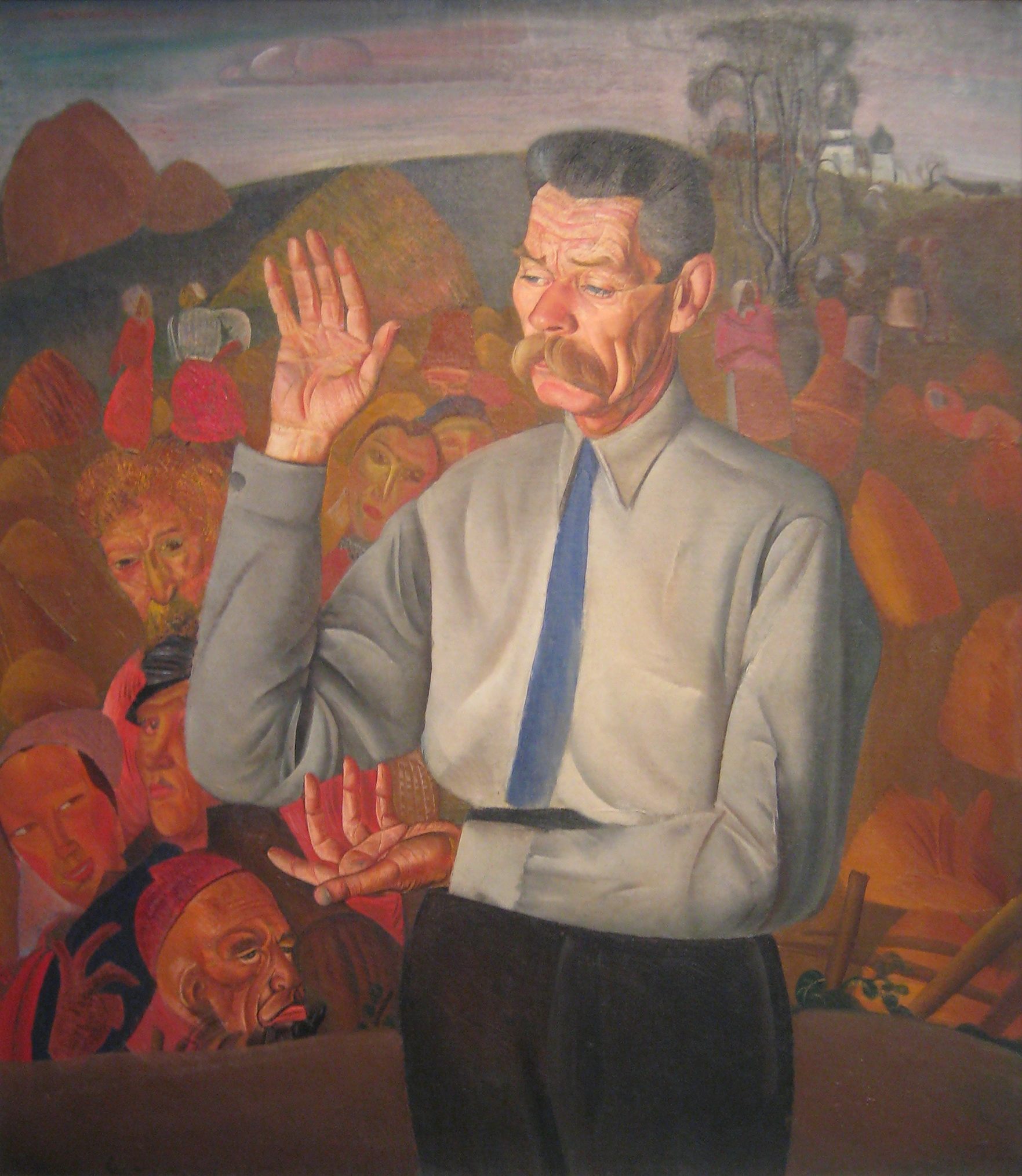
Gorki, door Boris Grigorjev

## Filmografie

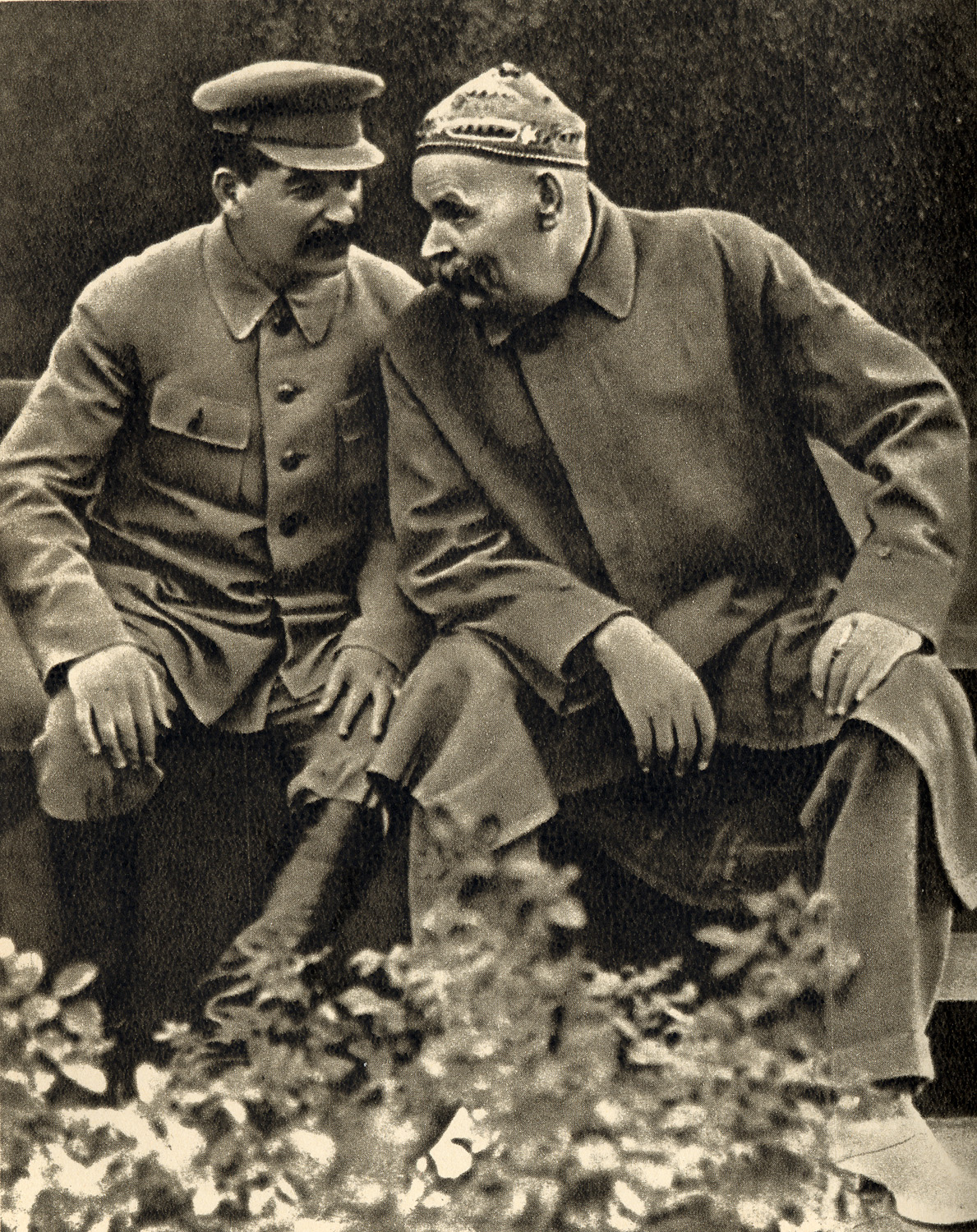
Gorki met Stalin, 1931

gegeven wordt (wanneer bekend): titel; boek; soort film; duur; taal; scenarioschrijver; regisseur; belangrijkste acteurs
D = Deens; F = Frans; G = Duits; R = Russisch; S = stille film; T s = televisie-serie
- 1920 Mat'; S; R; regie: Aleksandr Razumnyj ; acteurs: Ivan Bersenyov | Vladimir Karin
- 1926 La Folie des vaillants; S; 45 min.; F; regie: Germaine Dulac; acteurs: acteursellucci | Raphaël Lievin
- 1926 Mat; S; 90 min.; R; scenario: Nathan Zarkhi; regie: Vsevolod Poedovkin; acteurs: Vera Baranovskaya | Nikolai Batalov
- 1929 Kain i Artem; 85 min.; R; scenario: Pavel Petrov-Bytov; regie: Pavel Petrov-Bytov; acteurs: Emil Gal | Nikolai Simonov
- 1936 Les Bas-fonds; Na dnie [toneel]; 90 min.; F; scenario: Yevgeni Zamyatin; regie: Jean Renoir; acteurs: Jean Gabin | Junie Astor
- 1938 Vragi; 80 min.; R; scenario en regie: Aleksandr Ivanovsky; acteurs: V. Kiselyov | Tatyana Glebova
- 1938 Detstvo Gorkogo; Djetstvo; Bio .1; 98 min.; R; scenario: Ilja Groezdev; regie: Mark Donskoy; acteurs: Aleksei Lyarsky | Varvara Massalitinova
- 1939 V lyudyakh; Bio .2; 100 min.; R; scenario en regie: Mark Donskoy; acteurs: Aleksei Lyarsky | Irina Zarubina
- 1940 Moi universitety; Bio .3; 120 min.; R; scenario en regie: Mark Donskoy; acteurs: Nikolai Valbert | Stepan Kayukov
- 1941 Mat'; R; regie: Leonid Lukov
- 1941 Delo Artamonovykh; R; scenario: Sergei Yermolinsky; regie: Grigori Roshal; acteurs: Vera Maretskaya | Mikhail Derzhavin
- 1946 Mastera stseny; R; regie: Vladimir Yurenev; acteurs: Ivan Moskvin | Klavdiya Yelanskaya
- 1952 Na dne; R; regie: Andrei Frolov; acteurs: Sergei Blinnikov | Vladimir Gotovtsev
- 1953 Yegor Bulychyov i drugiye; R; regie: Yuliya Solntseva; acteurs: Dina Andreyeva | Sergei Lukyanov
- 1953 Vragi; 158 min.; R; regie: Tamara Rodionova; acteurs: Vasili Sofronov | Yelena Granovskaya
- 1953 Vassa Zheleznova; 110 min.; R ; regie: Leonid Lukov; acteurs: Vera Pashennaya | Mikhail Zharov
- 1953 Varvary ; 179 min.; R; regie: Leonid Lukov; acteurs: Yevdokiya Turchaninova | Irina Likso
- 1955 Mat'; 104 min.; R; scenario en regie: Mark Donskoy; acteurs: Vera Maretskaya | Aleksey Batalov
- 1955 La Vida no vale nada; 100 min.; Sp; scenario: Janet Alcoriza | Luis Alcoriza; regie: Rogelio A. González; acteurs: Pedro Infante | Rosario Granados
- 1956 Deti solntsa; 152 min.; R; regie: Aleksei Shvachko; acteurs: Mikhail Romanov | T. Semicheva
- 1957 Donzoko; 137 min.; Jap; scenario: Akira Kurosawa; regie: Akira Kurosawa; acteurs: Toshiro Mifune | Isuzu Yamada
- 1959 Foma Gordeev; 94 min.; R; scenario: Boris Bailik | Mark Donskoy; regie: Mark Donskoy; acteurs: Sergei Lukyanov | Georgi Yepifantsev
- 1959 Dostigaev i drugie; toneel; min.; 101 min.; R; scenario: Yuri Muzykant; regie: Yuri Muzykant | Natalya Rashevskaya; acteurs: Vitali Politsejmako | Nina Olkhina
- 1963 Wassa Schelesnowa; T; G; regie: Egon Monk; acteurs: Therese Giehse | Josef Dahmen
- 1963 Appassionata; V.I. Lenin; T; 42 min.; R; scenario: Mikhail Ancharov; regie: Yuri Vyshinsky; acteurs: Boris Smirnov | Vladimir Yemelyanov
- 1966 Onde a Terra Começa; 112 min.; Por; scenario: Cleide Azevedo; regie: Ruy Santos; acteurs: Irma Álvarez | Luigi Picchi
- 1966 Ihmisiä elämän pohjalla The Lower Depths; toneel; T; scenario: Fin; regie: Mikko Niskanen; acteurs: Tarmo Manni | Tauno Palo
- 1967 Jegor Bulicov; T; 127 min.; Serv-Croa; regie: Aleksandar Djordjevic; acteurs: Milan Ajvaz | Maja Dimitrijevic
- 1967 Dachniki; 104 min.; R; scenario: Boris Babochkin; regie: Boris Babochkin | Yelena Skachko; acteurs: Nikolai Annenkov | Rufina Nifontova
- 1968 Les Bas-fonds; T; F; scenario: Rotislav Doboujinsky; regie: Jean-Paul Sassy; acteurs: Daniel Gélin | Daniel Emilfork
- 1969 Maljva; T; 58 min.; Macedonisch; regie: Dimitre Osmanli; acteurs: Ilija Dzuvalekovski | Snezana Stameska
- 1969 Solens barn; Deti solntsa; T; scenario: Zweeds; regie: Ernst Günther; acteurs: Gunnel Broström | Ulf Brunnberg
- 1970 Menschen; T; 75 min.; G; scenario: Leopold Ahlsen; regie: Fritz Umgelter; acteurs: Ullrich Haupt | Günter Mack
- 1971 Yegor Bulychyov i drugiye; 90 min.; R; scenario: Sergei Solovyov ; regie: Sergei Solovyov; acteurs: Mikhail Ulyanov | Maya Bulgakova
- 1971 Prezhdevremennyy chelovek; Yakov Bogomolov; R; regie: Abram Room; acteurs: Aleksandr Kalyagin | Igor Kvasha
- 1971 Die Mutter; Mat'; T; 145 min.; G; scenario: Bertolt Brecht; regie: Wolfgang M. Schwiedrzik | Frank Patrick Steckel; acteurs: Sabine Andreas | Monica Bleibtreu
- 1972 Vassa Geleznova; T; F; scenario: Arthur Adamov; regie: Pierre Badel; acteurs: Rosy Varte | Daniel Gélin
- 1972 Solens børn; Deti solntsa; T; 110 min.; D; scenario: Frank Jæger; regie: Sam Besekow; acteurs: Laila Andersson | Ingolf David
- 1973 Meshchane; T; R; acteurs: Kirill Lavrov | Yevgeni Lebedev
- 1974 Enemies; T; 104 min.; E; scenario: Jeremy Brooks; regie: Kirk Browning | Ellis Rabb; acteurs: George Pentecost | Will Lee
- 1975 Tabor ukhodit v nebo; 101 min.; R; scenario en regie: Emil Loteanu; acteurs: Svetlana Toma | Grigore Grigoriu
- 1976 L' Autre rive; Tchelkach; T; F | Hun; scenario: György Lendvai; regie: István Gaál; acteurs: Georges Wilson | József Madaras
- 1977 Vragi; 77; R; scenario: Abram Room; regie: Rodion Nahapetov; acteurs: Innokenti Smoktunovsky | Marina Neyolova
- 1977 Vasa Zeleznova; T; 117 min.; Serv-Croa; regie: Dejan Mijac; acteurs: Vojislav Brajovic | Branko Cvejic
- 1978 Na dne; R; regie: Aleksandr Pankratov
- 1979 Bezotvetnaya lyubov; 92 min.; R; scenario: Tatyana Dubrovina; regie: Andrei Malyukov ; acteurs: Inna Makarova | Leonid Markov
- 1980 La Madre; Mat'; T s; Sp; regie: Wiebaldo Lopez; acteurs: Alicia Palacios | Jaime Garza
- 1983 Vassa Vassa Zheleznova; 140 min.; R; scenario en regie: Gleb Panfilov; acteurs: Inna Churikova | Vadim Mikhajlov
- 1985 Deti solntsa; T s; 180 min.; R; scenario: Innokenti Smoktunovsky; regie: Leonid Pchyolkin; acteurs: Innokenti Smoktunovsky | Alla Demidova
- 1986 Zhizn Klima Samgina; T s; 100 min.; R; scenario: Aleksandr Lapshin; regie: Viktor Titov; acteurs: Andrei Rudensky | Yelena Solovey
- 1987 Bez solntsa; Na dne; 107 min.; R; scenario en regie: Yuli Karasik; acteurs: Innokenti Smoktunovsky | Mikhail Gluzsky
- 1989 Mat'; 200 min.; R; scenario en regie: Gleb Panfilov; acteurs: Inna Churikova | Viktor Rakov
- 1993 Sommergäste; T; regie: David Mouchtar-Samorai; acteurs: Tonio Arango | Wolfgang Arps
- 1995 Letnie lyudi; Dachniki; 89 min.; R; scenario: Sergei Ursulyak; regie: Sergei Ursulyak; acteurs: Sergei Makovetsky | Svetlana Ryabova
- 1999 Kinder der Sonne; Deti solntsa; T; regie: Achim Benning; acteurs: Erika Pluhar | Michael Heltau
- 2005 Nachtasyl; T; 90 min.; G; scenario: Hardi Sturm; regie: Hardi Sturm; acteurs: Hans Peter Hallwachs | Esther Schweins

## Gedigitaliseerde versies van Gorki's werken in Nederlandse vertaling
1. ↑  Malva. Een drama aan het strand. Tweede druk op Delpher
2. ↑  Slaapstêe (uit de onderste lagen der samenleving) op Delpher
3. ↑  Filipp Wassiljewitsch. Nieuwe uitgave, 1913 bij DBNL. Gearchiveerd op 18 juni 2023.
4. ↑  De politie-spion. Roman uit Rusland op Delpher

- Bibsys: 90103176
- Biblioteca Nacional de Chile: 000042203
- Biblioteca Nacional de España: XX993997
- Bibliothèque nationale de France: cb119054125 (data)
- Catàleg d'autoritats de noms i títols de Catalunya: 981058519035606706
- CiNii: DA00816313
- Digitale Bibliotheek voor de Nederlandse Letteren: gork009
- Gemeinsame Normdatei: 118639293
- International Standard Name Identifier: 0000 0001 2144 5808
- Library of Congress Control Number: n80126152
- Nationale Bibliotheek van Letland: 000048879
- MusicBrainz: c02629f7-6ef5-4d66-85e7-d4fd36a78260
- National Archives and Records Administration: 10568549
- Bibliotheek van het Japanse parlement: 00441307
- Nationale Bibliotheek van Tsjechië: jn19990002786
- Nationale bibliotheek van Australië: 35135975
- Nationale Bibliotheek van Israël: 987007261811005171
- Nationale Bibliotheek van Polen: a0000001179039
- Nationale en Universitaire bibliotheek Zagreb: 000100222
- Nederlandse Thesaurus van Auteursnamen: 068329288
- Russische Staatsbibliotheek: 000083167
- Istituto Centrale per il Catalogo Unico: CFIV001219
- LIBRIS: 56718
- SNAC: w6df6rr8
- Système universitaire de documentation: 027323722
- Trove: 837757
- Union List of Artist Names: 500318636
- Virtual International Authority File: 96998392
- WorldCat: E39PBJcR6mcRxjcPT3cYvrMVmd